# TTL 7405

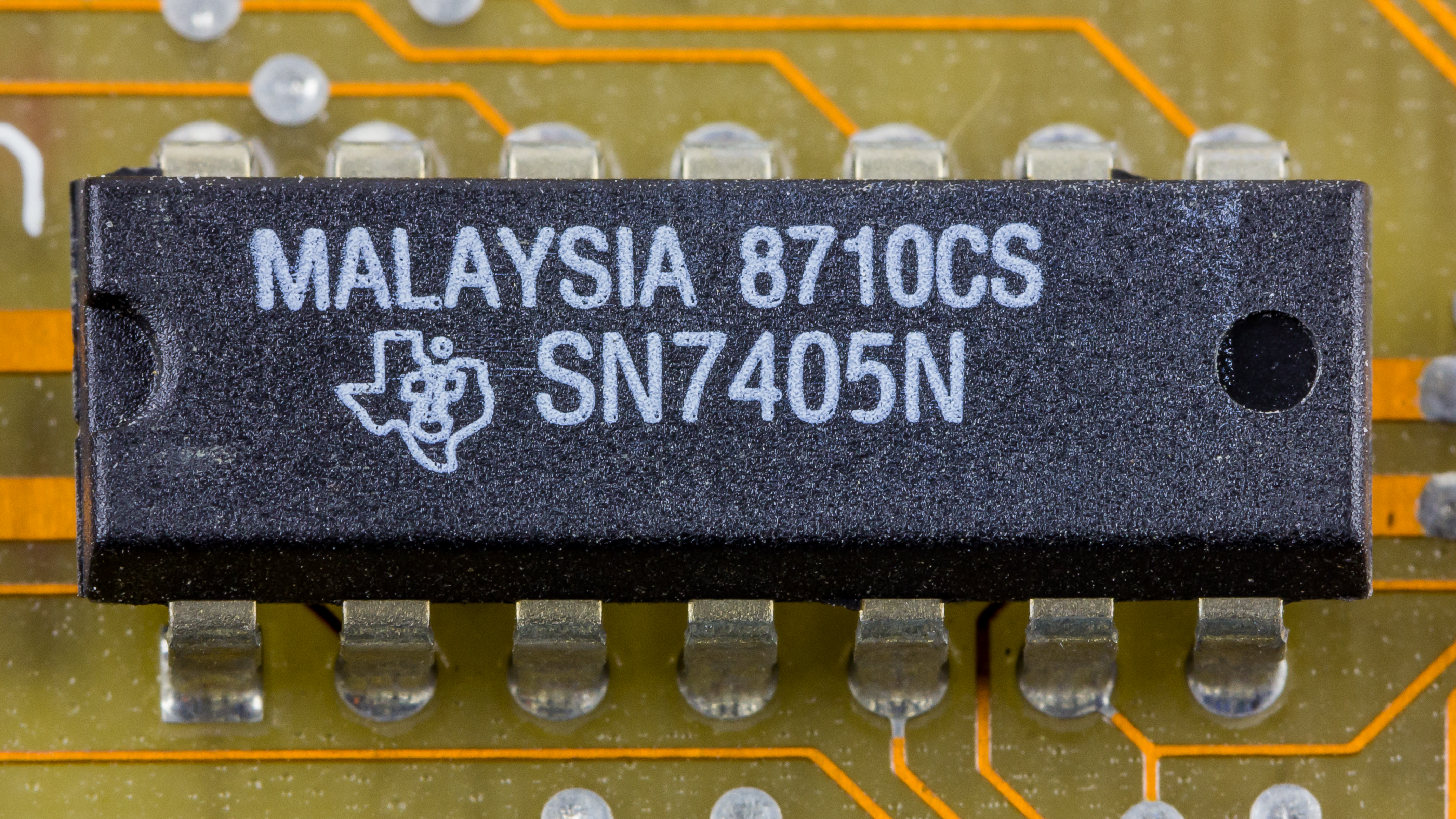
Texas Instruments SN7405N

O circuito TTL 7405 é um dispositivo TTL encapsulado em um invólucro DIP de 14 pinos que contém seis inversores (portas NOT), com saídas em coletor aberto. As portas apresentam funcionamento independente. Os coletores abertos necessitam de resistores pull-up para realizarem as operações lógicas de modo apropriado. O consumo médio por circuito integrado é da ordem de 12mA.

## Tabela-verdade
{\displaystyle /Y={\overline {A}}}
| A (entrada) | /Y (saída) |
| ----------- | ---------- |
| L           | H          |
| H           | L          |

H (nível lógico alto)
L (nível lógico baixo)